# Смык-Китаев, Александр Ефимович
Александр Ефимович Смык-Китаев (1898, Белая Дуброва, Толочинская волость, Витебский уезд – Москва) – активный участник Октябрьского вооружённого восстания в Петрограде, советский дипломат, администратор, консул СССР в Илийском округе Синьцзяна (1925–1930), заместитель директора по учебной и научной части Всесоюзного государственного института кинематографии (1938–1940).

## Биография
Родился в 1898 году в деревне Белая Дуброва Витебского уезда; белорус.
В 15 лет сбежал на фронт Первой мировой войны. В составе драгунского полка, которым командовал князь Радзивилл, участвовал в боях в Восточной Пруссии. Заболел тифом. Со временем переехал к старшей сестре в Петроград и устроился на работу в одном из подразделений Путиловского завода.
В марте 1917 года вместе с друзьями вступил в РСДРП(б) и стал красногвардейцем. Активно участвовал в Октябрьском вооружённом восстании в Петрограде.
С 1918 по 1920 год — на фронтах гражданской войны в рядах Красной армии в качестве комиссара полка и инструктора Политотдела Юго-Западного фронта. С  1920 по 1924 год был на руководящей оперативной работе в органах ВЧК и ОГПУ.
С 1925 по 1930 год работал в системе Наркоминдела СССР в качестве консула в Илийском округе Синьцзяна. Находился там под псевдонимом Китаев. Активно проводил в жизнь директиву Наркоминдела по разложению эмигрантской среды и блокировке действий её наиболее активных членов. В письме от 8 февраля 1930 года, направленном Л. М. Карахану, доказывал необходимость беспрепятственного оформления разрешений для въезда в СССР тем русским эмигрантам, которые настаивают на этом, и «на которых консульство даёт положительные отзывы».
С 1932 года по 1941 год был на руководящей научно-организационной и учебно-административной работе в качестве заместителя директора Государственного исторического музея, ученого секретаря по филиалам и базам Академии наук СССР, заместителя директора по учебной и научной части Всесоюзного государственного института кинематографии.
Во время Великой Отечественной войны был на пропагандистской работе в Красной армии.
За заслуги Комиссия Совета Министров РСФСР присвоила ему персональную пенсию.
С 1947 года работал начальником отдела кадров физико-технического факультета Московского государственного университета. Стоял у истоков Московского физико-технического института (МФТИ).
- Жена — Матрёна Васильевна Китаенко (14.11.1905—?), переводчица, дипломат-экономист.
- Сын – Леонид Александрович Китаев-Смык (род. 18 мая 1931, Москва), старший научный сотрудник Российского института культурологии, заслуженный испытатель космической техники Федерации космонавтики России.